# Swiftia africana
Swiftia africana is een zachte koraalsoort uit de familie Plexauridae. De koraalsoort komt uit het geslacht Swiftia. Swiftia africana werd in 1919 voor het eerst wetenschappelijk beschreven door Kükenthal. 